# Perditorulus avirostris
Perditorulus avirostris är en stekelart som beskrevs av Christer Hansson 1996. Perditorulus avirostris ingår i släktet Perditorulus och familjen finglanssteklar. Inga underarter finns listade i Catalogue of Life.